# Кеокук (окръг, Айова)
Окръг Кеокук (на английски: Keokuk County) е окръг в щата Айова, Съединени американски щати. Площта му е 1500 квадратни километра, а населението – 10 246 души (по изчисления за юли 2019 г.). Административен център е град Сигърни.